# The Clan Pt. 2 Guilty
The Clan Pt. 2 Guilty (стилиризуется The Clan Pt. 2 Guilty) — четвёртый мини-альбом южнокорейского бой-бенд Monsta X. Он была выпущен 4 октября 2016 года Starship Entertainment и распространен Kakao M. Альбом состоит из шести песен, в том числе ведущего сингла «Fighter». Альбом является второй частью серии The CLAN.

## Предпосылки и релиз
В сентябре 2016 года группа объявила, что они выпустят вторую часть из серии THE CLAN, раскрывая общественности концепцию как Part 2: GUILTY.
Ведущий сингл альбома, «Fighter», был выпущен 4 октября вместе с музыкальным видео, опубликованным на официальных каналах YouTube Starship и 1theK в тот же день.

## Трек-лист
| №                   | Название            | Текст песни                | Музыка                                              | Аранжировка                                         | Длительность |
| ------------------- | ------------------- | -------------------------- | --------------------------------------------------- | --------------------------------------------------- | ------------ |
| 1.                  | «Fighter»           | Jam Factory, Чжухон, I.M   | Park Geuntae, Choi Jinseok, Martin Hoberg Hedegaard | Park Geuntae, Choi Jinseok, Martin Hoberg Hedegaard | 3:38         |
| 2.                  | «Be Quiet»          | Mafly, Keyfly, Чжухон, I.M | Hyuk Shin, 999, Jayrah Gibson, Davey Nate           | 999                                                 | 3:03         |
| 3.                  | «Blind»             | Giriboy, Чжухон, I.M       | Giriboy                                             | Giriboy                                             | 3:33         |
| 4.                  | «Queen»             | Mafly, Keyfly, Чжухон, I.M | Hyuk Shin, 999, Jayrah Gibson, Davey Nate           | 999                                                 | 3:12         |
| 5.                  | «White Love»        | Чжухон, I.M                | Чжухон, Ye-Yo!                                      | Ye-Yo!                                              | 3:50         |
| 6.                  | «Roller Coaster»    | Trinity, Чжухон, I.M       | 1Take, Tak, Trinity                                 | Tak                                                 | 3:17         |
| Общая длительность: | Общая длительность: | Общая длительность:        | Общая длительность:                                 | Общая длительность:                                 | 20:33        |

## Чарты
| Чарты (2016)                       | Высшая позиция |
| Альбом                             | Альбом         |
| ---------------------------------- | -------------- |
| South Korean Albums (Gaon)         | 2              |
| Japan Hot Albums (Billboard Japan) | 77             |
| US Heatseekers Albums (Billboard)  | 16             |
| US World Albums (Billboard)        | 3              |
| Песня                              |                |
| South Korea (Gaon)                 | 217            |
| US World Digital Songs (Billboard) | 8              |

## Продажи
| Регион             | Продажи |
| Альбом             | Альбом  |
| ------------------ | ------- |
| South Korea (Gaon) | 102,581 |
| Песня              |         |
| South Korea (Gaon) | 8,871   |